# 熊谷膳直
熊谷 膳直（くまがい よしなお）は室町時代後期の武将。安芸熊谷氏当主。父は熊谷宗直。子に熊谷元直。官途は民部少輔。
安芸武田氏の家臣として活躍する一方、分裂した熊谷氏の統一を図り勢力を向上させた。

## 生涯
享徳2元年（1453年）、熊谷宗直の子として生まれる。
熊谷氏の一族らしく武勇の人であったようで、明応8年（1499年）9月には温科国親が武田元信から離反した際にその討伐を行い、恩賞として温科氏の旧領を与えられている。
当時の熊谷氏は所領を一族で分割しており、必然的に惣領を中心とした惣領制にするために苦心を重ねていた。熊谷膳直は、自身の治世時に分家筋である新庄熊谷氏を滅ぼして、分割されていた熊谷氏の勢力を一本化させ、来たるべき戦国時代へ備えている。なお、この時に滅ぼした新庄熊谷氏の熊谷直房とその嫡子、熊谷直重は赦されて、名字を熊谷から桐原に変え、家臣として仕えた。
永正3年（1506年）に膳直の嫡男・元直が主君の武田元繁より所領を与えられているため、この頃には家督が元直に移行していたと考えられる。
永正12年（1515年）5月14日に伊勢ヶ坪城において死去。享年63。更に僅か2年後の永正14年（1517年）に嫡男の元直が戦死し、熊谷氏と主家の武田氏との関係も不穏になっていくのである。